# Drapelul Republicii San Marino

Raportul steagului: 3:4

Steagul Republicii San Marino e format din două benzi orizontale egale de culoare albă (sus) și albastru deschis (jos) cu stema națională în centru; stema are un scut (cu trei turnuri pe trei vârfuri), sub o coroană și deasupra unui pergament pe care se află scris cuvântul LIBERTAS (Libertate). Steagul civil nu are arme.